# Affligem
Affigem es un municipio neerlandófono de Bélgica situado en Flandes, en la provincia del Brabante Flamenco. Cuenta con más de 12.000 habitantes, llamados en neerlandés Affligemnaren. Limita con Aalst (al norte y al oeste), Denderleeuw (al suroeste), Liedekerke (al sur), Ternat (al sureste) y Asse (al este).

## Secciones e historia
El actual municipio de Affligem surgió el 1 de enero de 1977 como resultado de la fusión de los antiguos municipios de Essene, Hekelgem y Teralfene, que ahora son secciones (deelgemeenten) del municipio de Affligem.
El nombre "Affligem" se adoptó el 9 de julio de 1980. Antes de la fusión, recibió el nombre provisional de Hekelgem, a pesar del desagrado de muchos.
En un principio, los servicios municipales se alojaron en el ayuntamiento de Hekelgem, que actualmente alberga la biblioteca pública local y la escuela municipal. El actual edificio del ayuntamiento de Affligem surgió a partir del complejo industrial Boplaco, que fue adquirido en 1977 a causa de su situación céntrica. Desde entonces se le han introducido varias modificaciones, como un edificio de la policía con almacenes (1981), el pabellón deportivo "Bellekouter" y el centro cultural "Bellekouter" (1999).

## Política

### Lista de alcaldes de Affligem desde 1977
- 1977 - 2007: Leo Guns (Open VLD)
- 2007 - actualmente: Yvan T'Kint (Onafhankelijke Liberalen / Visie)
- a partir de 2011 - : Walter De Donder CD&V

Existe el acuerdo de que el alcalde T'Kint será sucedido por Walter De Donder (CD&V) en 2011.

### Junta actual
- Alcalde: Yvan T'Kint
- Primer concejal: Paul Geeraerts
- Segunda concejal: Wiske Bosteels
- Tercer concejal: Walter De Donder
- Cuarto concejal: Rik Verhavert
- Quinto concejal: Willy Teirlinck
- Sexta concejal: Els Van Nieuwenhove

## Demografía

### Evolución
Todos los datos históricos relativos al actual municipio, el siguiente gráfico refleja su evolución demográfica, incluyendo municipios después de efectuada la fusión el 1 de enero de 1977.
| Gráfica de evolución demográfica de Affligem entre 1846 y 2020 |
|                                                                |

## Hermanamientos

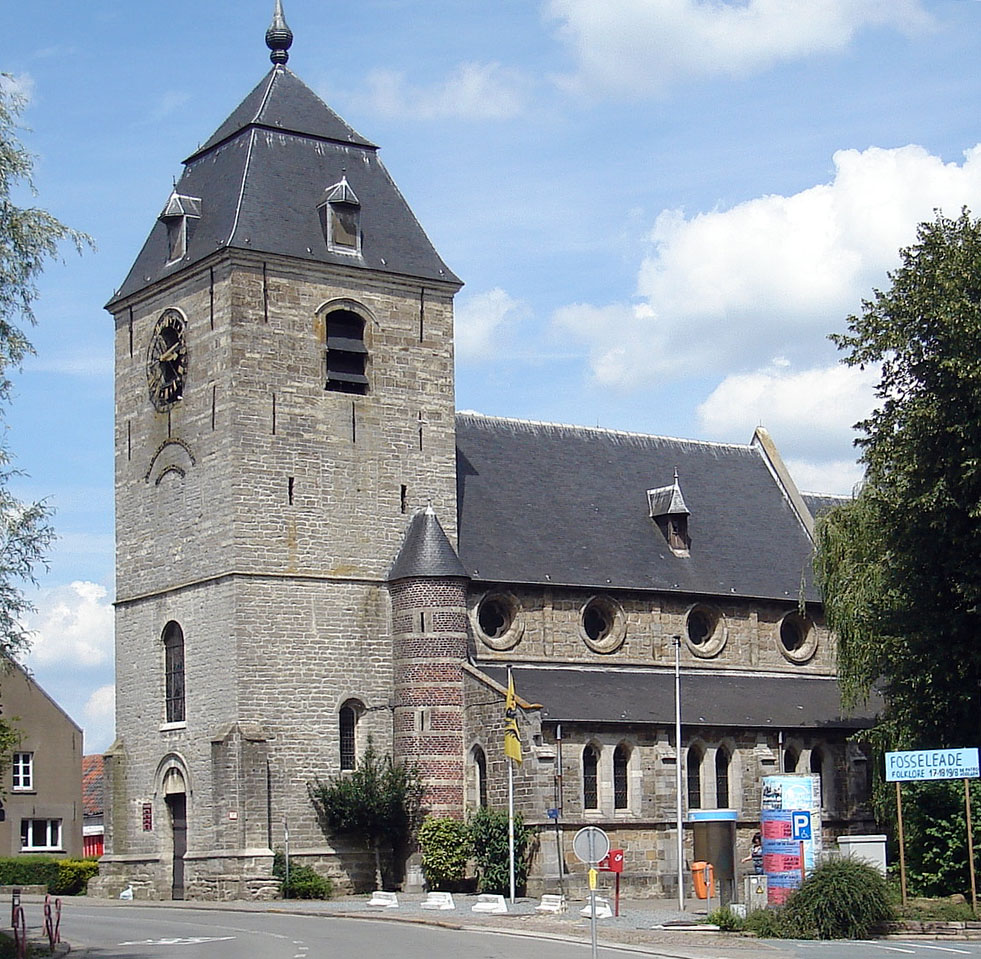
Iglesia de San Miguel, en Hekelgem.

- Valea Chioarului (Rumanía)